# خفاجة بن سفيان
خفاجة بن سفيان بن سوادة بن سالم بن عقال بن خفاجة التميمي هو أمير صقلية وابن سفيان بن سوادة وكثر جهاده للفرنج ولد سنة 200 هـ / 815م وتوفي سنة 255 هـ / 868م

## نسبه
خفاجة بن سفيان بن سوادة بن سالم بن عقال بن خفاجة بن عباد بن عبد الله بن محمد بن سعد بن حرام بن سعد بن مالك بن سعد بن زيد مناة بن تميم التميمي

## معاركه
في سنة اثنتين وخمسين ومائتين سار خفاجة إلى سرقوسة، ثم إلى جبل النار، فأتاه رسل أهل طبرمين يطلبون الأمان، فأرسل إليهم امرأته وولده في ذلك، فتم الأمر، ثم غدروا، فأرسل خفاجة محمدًا في جيش إليها، ففتحها وسبى أهلها. ثم سار خفاجة إلى رغوس، فطلب أهلها الأمان ليطلق رجل من أهلها بأموالهم، ودوابهم، ويغنم الباقي، ففعل وأخذ جميع ما في الحصن من مال، ورقيق، ودواب، وغير ذلك، وهادنه أهل الغيران وغيرهم، وافتتح حصونًا كثيرة، ثم مرض، فعاد إلى بلرم. وفي سنة ثلاث وخمسين ومائتين سار خفاجة من بلرم إلى مدينة سرقوسة وقطانية، وخرب بلادها، وأهلك زروعها، وعاد وسارت سراياه إلى أرض صقلية، فغنموا غنائم كثيرة. وفي سنة أربع وخمسين ومائتين أرسل خفاجة في العشرين من ربيع الأول، وسير ابنه محمدًا على الحراقات، وأرسل سرية إلى سرقوسة فغنموا، وأتاهم الخبر أن بطريقًا قد سار من القسطنطينية في جمع كثير، وغنم المسلمون منهم غنائم كثيرة؛ ورحل خفاجة إلى سرقوسة فأفسد زرعها، وغنم منها، وعاد إلى بلرم، وسير ابنه محمدًا في البحر، مستهل رجب، إلى مدينة غيطة، فحصرها، وبث العساكر في نواحيها، فغنم وشحن مراكبه بالغنائم، وانصرف إلى بلرم في شوال. وفي سنة خمس وخمسين ومائتين سير خفاجة ابنه محمدًا إلى مدينة طبرمين، وهي من أحسن مدن صقلية، فسار في صفر إليها، وكان قد أتاهم من وعدهم أن يدخلهم إليها من طريق يعرفه، فسيره مع ولده، فلما قربوا منها تأخر محمد، وتقدم بعض عساكره رجالة مع الدليل، فأدخلهم المدينة، وملكوا بابها وسورها، وشرعوا في السبي والغنائم، وتأخر محمد بن خفاجة فيمن معه من العسكر عن الوقت الذي وعدهم أنه يأتيهم فيه، فلما تأخر ظنوا أن العدو قد أوقع بهم فمنعهم من السبي، فخرجوا عنها منهزمين، ووصل محمد إلى باب المدينة ومن معه من العسكر، فرأى المسلمين قد خرجوا منها، فعاد راجعًا. وفيها في ربيع الأول خرج خفاجة وسار إلى مرسة، وسير ابنه في جماعة كثيرة إلى سرقوسة، فلقيه العدو في جمع كثير فاقتتلوا، فوهن المسلمون، وقتل منهم، ورجعوا إلى خفاجة، فسار إلى سرقوسة فحاصره، وأقام عليها، وضيق على أهلها، وأفسد بلادها، وأهلك زرعهم، وعاد عنها يريد بلرم، فنزل بوادي الطين، وسار منه ليلاً.

## وفاته
اغتاله رجل من عسكره، فطعنه طعنة فقتله، وذلك مستهل رجب سنة (255 هـ / 868م) ، وهرب الذي قتله إلى سرقوسة، وحمل خفاجة إلى بلرم، فدفن بها وولى الناس عليهم بعده ابنه محمدًا، وكتبوا بذلك إلى الأمير محمد بن أحمد الأغلبي التميمي، أمير إفريقية، فأقره على الولاية، وسير له العهد والخلع.

### قالوا عنه
يقول الزركلي: خفاجة بن سفيان أمير صقلية، من الشجعان الغزاة المدبرين.